# Pygmaeopsis viticola
Pygmaeopsis viticola là một loài bọ cánh cứng trong họ Cerambycidae.